# فيلي فالو

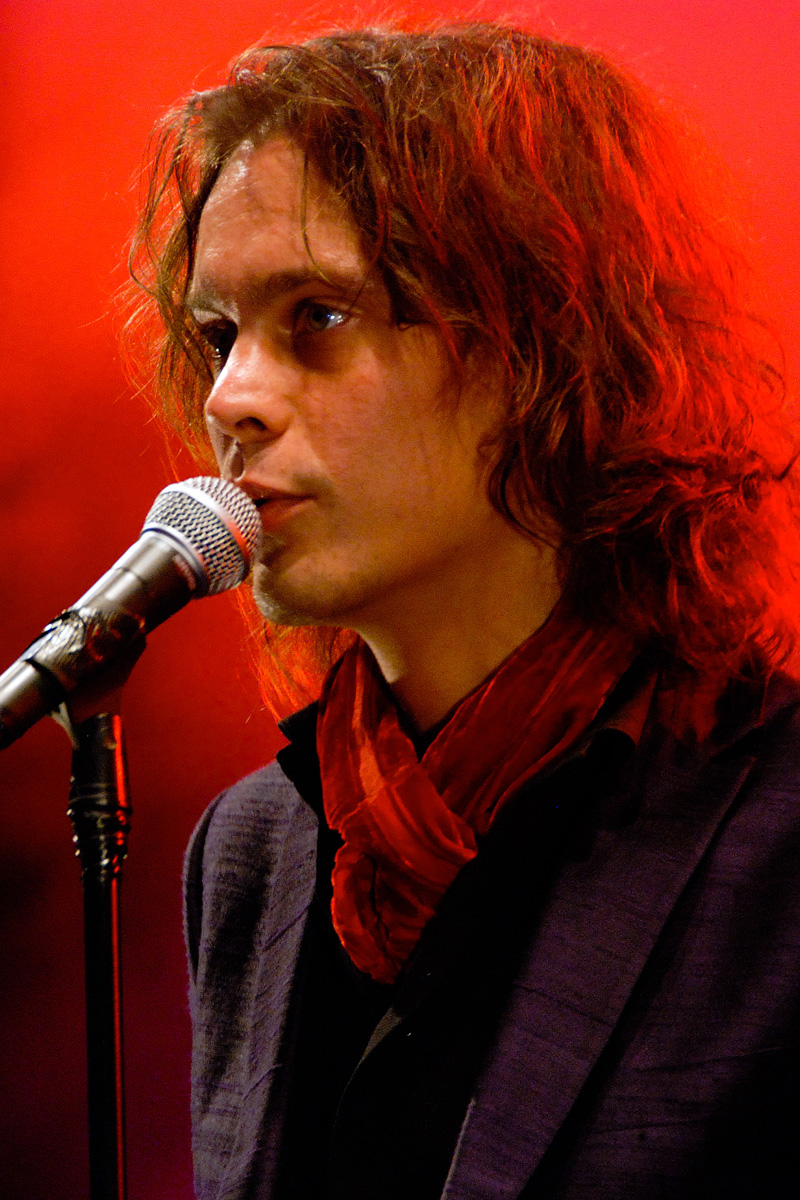

فيلي فالو (Ville Valo؛ هلسنكي، 22 نوفمبر 1976) مغني وكاتب أغاني و ملحن فنلندي ، المغني في فرقته هيم الفنلندية للروك . كما أيضاً عازف الدرمز لمشروع دانيال ليوني. لدى فالو طبقة صوت جهيرة.

## روابط خارجية
- فيليب فالو على موقع IMDb (الإنجليزية)
- فيليب فالو على موقع ألو سيني (الفرنسية)
- فيليب فالو على موقع ميوزك برينز (الإنجليزية)
- فيليب فالو على موقع إن إن دي بي (الإنجليزية)
- فيليب فالو على موقع أول ميوزيك (الإنجليزية)
- فيليب فالو على موقع ديسكوغز (الإنجليزية)
- فيليب فالو على موقع ديسكوغز (الإنجليزية)
- فيليب فالو على موقع قاعدة بيانات الفيلم (الإنجليزية)
- فيليب فالو على موقع كينوبويسك (الروسية)